# Tygeldelfin
Tygeldefin eller fläckig delfin (Stenella frontalis) är en delfinart som förekommer i varma regioner av Atlanten i samma vatten som flasknosdelfin.

## Systematik
Tygeldefinen beskrevs taxonomiskt 1829 av Georges Cuvier. Eftersom det finns stora variationer inom arten har olika auktoriteter behandlat den olika genom åren. Idag behandlas den som en monotypisk art men studier indikerar att den stora och fläckiga varianten av tygeldelfin, som förekommer vid Florida, bör klassas som en underart.

## Utseende
Tygeldelfinens färg förändras med ålder. Som kalv är den grå medan subadult har mörka fläckar på magen, vita fläckar på kroppssidan och ryggen medan stjärtfenan brukar vara mörkgrå. Som adult har den en närmast svart kropp med vita fläckar.
Tygeldelfinen är en kraftig delfin. Som nyfödd mäter den ungefär en meter lång medan en adult delfin kan bli upp emot 2,20-2,50 meter och väga runt 130 kg.

## Status och hot
Tygeldelfinen finns med på IUCN:s röda lista för hotade arter. Dessa hot är exempelvis fiskenät och jakt som för andra delfinarter.